# 「教育勅語等排除に関する決議」と「教育勅語等の失効確認に関する決議」
教育勅語等排除に関する決議（きょういくちょくごとうはいじょにかんするけつぎ）と教育勅語等の失効確認に関する決議（きょういくちょくごとうのしっこうかくにんにかんするけつぎ）とは、ともに教育勅語・軍人勅諭等の指導性を否定した国会の各議院による国会決議である。

## 概要
「教育勅語等排除に関する決議」は衆議院の決議であり、「教育勅語等の失効確認に関する決議」は参議院の決議である。双方とも1948年（昭和23年）6月19日に各議院で決議された。
日本国憲法、教育基本法、学校教育法が施行される中で決議され、第二次世界大戦前の教育に用いられていた教育勅語の指導原理性を国会によって否定するとともに、各学校に下賜（配布）されていた教育勅語の謄本を行政が回収するべきと宣言している。なお、教育勅語の奉読（朗読）と神聖的な取り扱いについては、既に1946年（昭和21年）から行われなくなっていたが、まだ学校教育で教育勅語の朗読をしている場所もあった。
決議文の文章は各議院ごとに異なり、またその趣意も各議院によって微妙に異なる。衆議院は、日本国憲法第98条（最高法規）の本旨に基づいて排除することとし、対して参議院は、日本国憲法に則って教育基本法を制定した結果として、教育勅語は既に廃止され効力を失っていると決議した。
決議のきっかけとしては、まずアメリカ合衆国国防総省が教育勅語を全面的に否定する方針を打ち出し、極東委員会においても「日本教育制度に関する政策」で、教育勅語は教授、研究、儀式のよりどころとしてはならないと決定された。これに基づいて、1948年（昭和23年）5月に連合国軍最高司令官総司令部 (GHQ/SCAP) 民政局 (GS) が、衆参両議院の文教委員会の委員長を呼んで、教育勅語を否定する決議をするように口頭で指示したとされている。その後、衆参両議院で個別に打合会が開かれ、何度か衆参両議院の文教委員長同士の協議もされた。6月19日には、両議院とも委員会の審査を省略する形で、決議案が本会議に提出されて、両院とも全会一致で可決、成立した。